# Khurai
Khurai ist eine Stadt im indischen Bundesstaat Madhya Pradesh. Die Stadt liegt im Nordteil des Bundesstaates.
Die Stadt ist Teil des Distrikts Sagar. Khurai hat den Status eines Municipal Councils. Die Stadt ist in 27 Wards gegliedert. Sie hatte am Stichtag der Volkszählung 2011 51.108 Einwohner, von denen 26.649 Männer und 24.459 Frauen waren. Hindus bilden mit einem Anteil von über 83 % die Mehrheit der Bevölkerung in der Stadt. Die Alphabetisierungsrate lag 2011 bei 83,16 % und damit deutlich über dem nationalen Durchschnitt.
Das Hauptwirtschaftszweig in der Region um Khurai ist die Landwirtschaft. Die hier angebauten Hauptkulturen sind Weizen, Reis und Soja. Die Stadt ist auch eine Drehscheibe für den Handel mit landwirtschaftlichen Geräten, die hier hergestellt werden.
Die Stadt ist durch einen Bahnhof mit dem Rest des Landes verbunden.